# 塔吉克斯坦的俄羅斯人
俄羅斯人是塔吉克斯坦的一个少數民族，截至2014年，俄罗斯族约佔塔吉克斯坦总人口的0.5%。他們最早于19世紀沙俄征服中亞時來到，在蘇聯時，史達林将大量俄罗斯族迁入塔吉克斯坦定居。
在蘇聯解體後由於塔吉克內戰，經濟急劇下滑，许多俄罗斯族已经回到俄罗斯，这导致了塔吉克的俄羅斯族人口迅速减少。现今，塔吉克斯坦境内的大多數俄羅斯族人居住在首都杜尚別。不过，因为俄語在塔吉克斯坦拥有族際交流語言的地位，加之蘇聯時代以來俄语教育的普及，该国大部分俄罗斯族仍然会说俄语，并信仰俄羅斯東正教。